# Porthidium dunni
Porthidium dunni là một loài rắn trong họ Rắn lục. Loài này được Hartweg & Oliver mô tả khoa học đầu tiên năm 1938.

## Hình ảnh

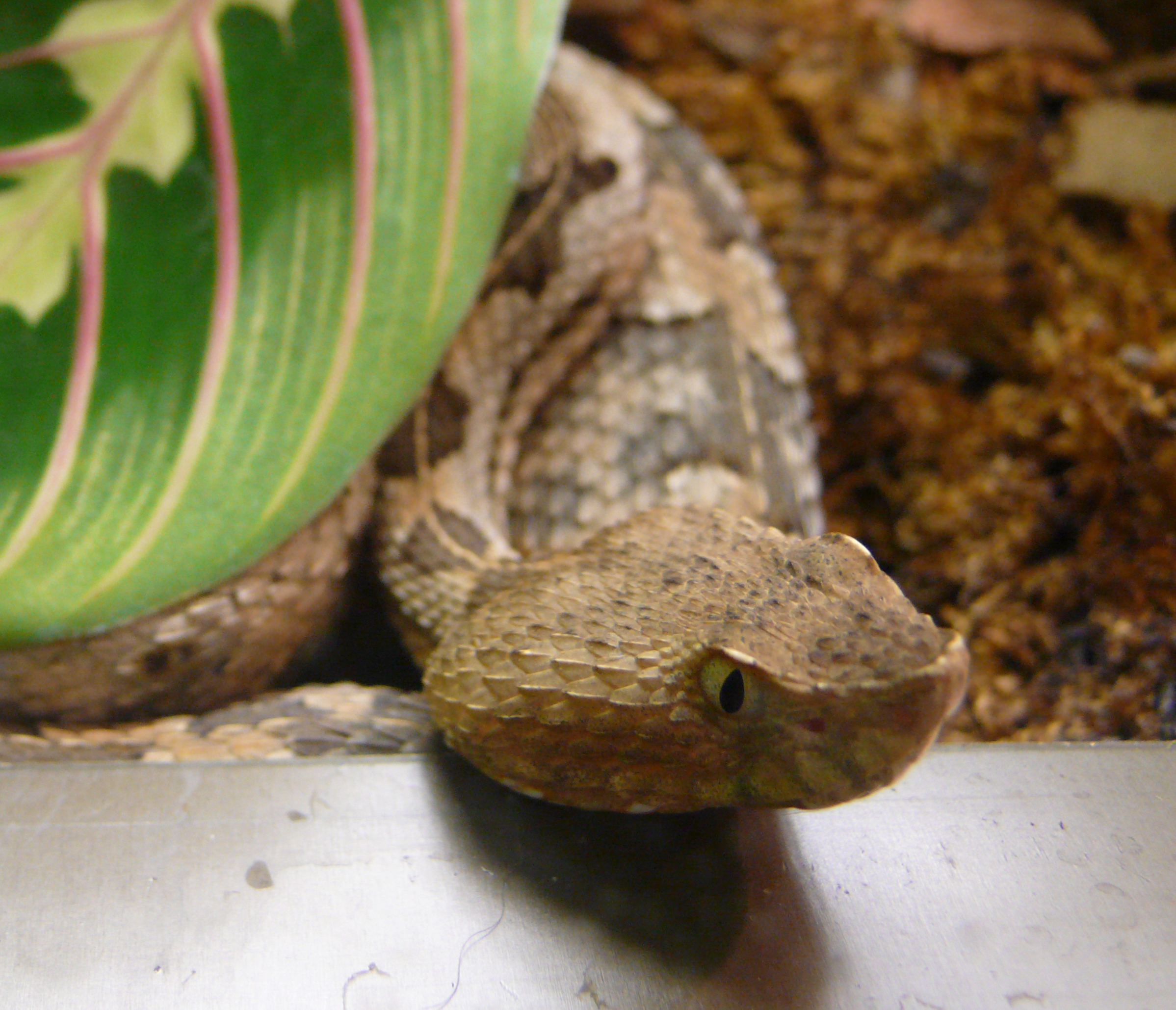
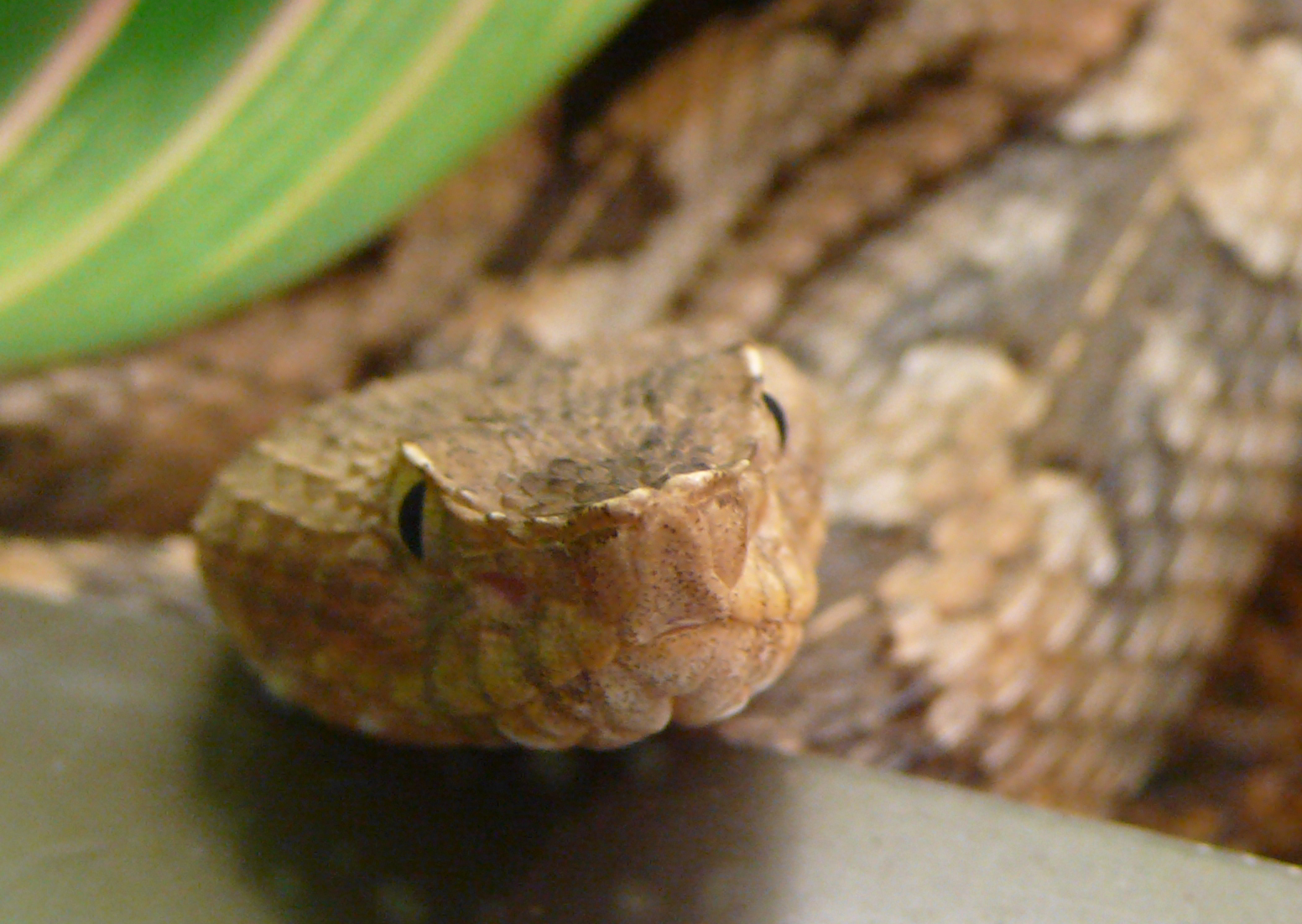
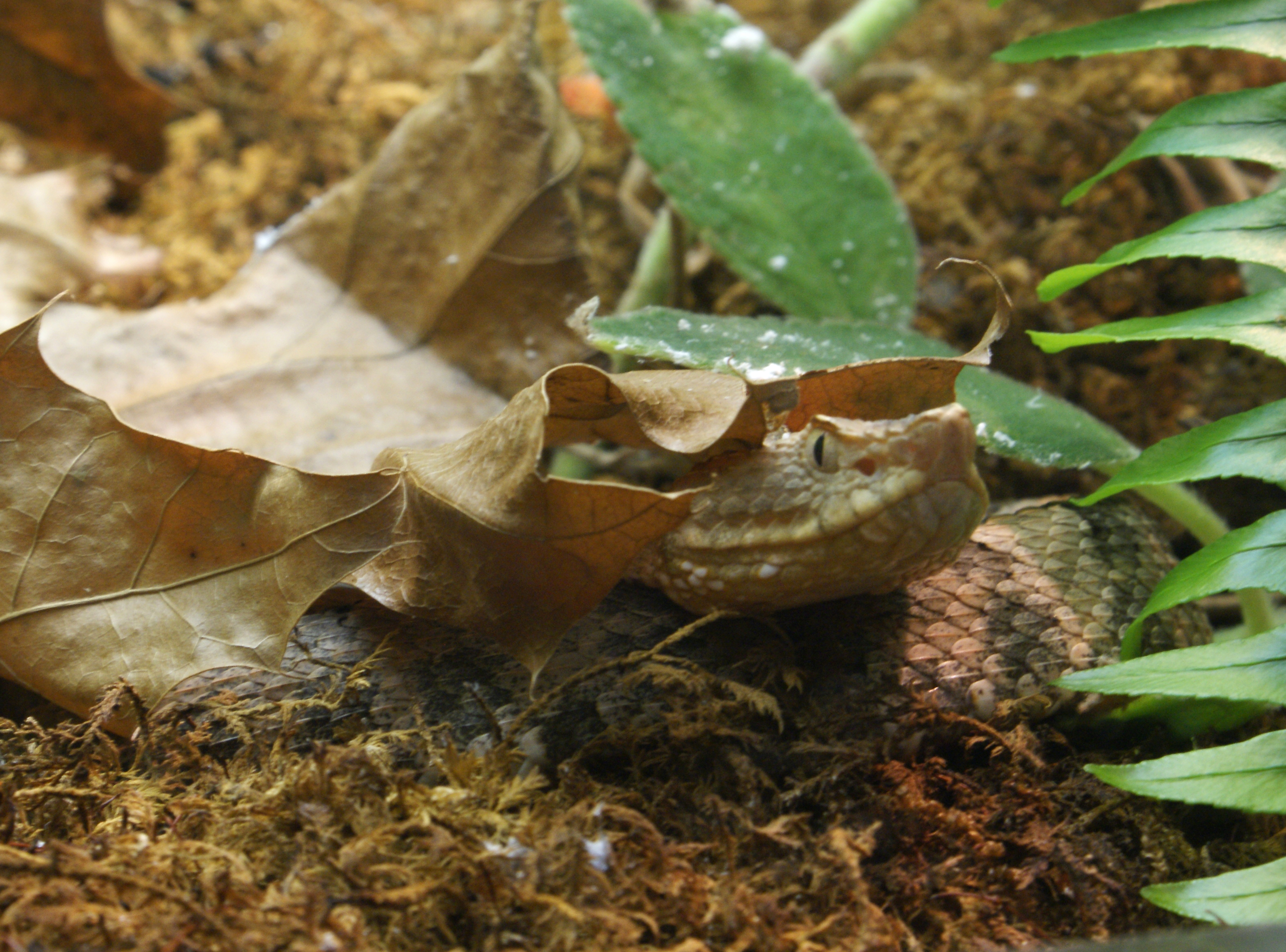